# Laurentius Mayer
Laurentius Mayer (ur. 26 lipca 1828 w Mattighofen, zm. 13 maja 1912 w Wiedniu) – austriacki duchowny katolicki, biskup pomocniczy Wiednia 1899-1912.

## Życiorys
Święcenia kapłańskie otrzymał 5 sierpnia 1853.
11 stycznia 1899 papież Leon XIII mianował go biskupem pomocniczym Wiednia. 22 stycznia 1899 z rąk arcybiskupa Emidia Talianiego przyjął sakrę biskupią. Funkcję pełnił aż do swojej śmierci.